# Casa Billi
Casa Billi è uno storico edificio situato a Massa Marittima, nella provincia di Grosseto, in Toscana.
L'edificio è situato nel terziere di Borgo, ai numeri 58 e 60 di via Norma Parenti.
Caratterizzata, insieme alla vicina Casa Fedi, dalla struttura a casa-torre, la Casa Billi risale alla metà del XIII secolo. La facciata è caratterizzata dalla presenza di tre portali ad arco a tutto sesto. È un'abitazione privata e sotto la supervisione della soprintendenza delle province di Siena e Grosseto, è stato condotto tra il 2010 e il 2012 un progetto di ristrutturazione e riqualificazione dell'edificio.